# Kurt Hildebrand von der Marwitz
Kurt Hildebrand von der Marwitz (* 14. Dezember 1641 auf Gut Sellin; † 2. Juli 1701 in Küstrin) war ein brandenburgischer Generalleutnant, Gouverneur von Küstrin sowie Ritter des Johanniterordens.

## Leben

### Herkunft
Er war der Sohn von Balthasar von der Marwitz (* 25. März 1600; † 28. März 1657) (Haus Sellin) Kommandant von Küstrin und dessen Frau Anne von Schönebeck aus dem Hause Riegenwalde.

### Werdegang
Er kämpfte in der Armee des Kurfürsten Friedrich Wilhelm. Am 22. Juli 1677 wurde er Oberst und kommandierte ein Infanterie-Regiment des Feldmarschalls Georg von Derfflinger im Schwedisch-Brandenburgischen Krieg. Er war bei der Belagerung von Stettin. Im Oktober fand er sich dann vor Stralsund. Am 18. Juni 1678 wurde er zum Johanniterritter geschlagen.
Am 9. Juni 1684 wurde er Generalmajor und 1689 Generalleutnant. 1692 wurde er Gouverneur von Küstrin, wo er 1701 verstarb. Zudem war er Amtshauptmann von Marienwalde und Reetz.

### Familie
Er war dreimal verheiratet. Seine erste Frau wurde am 15. Juni 1665 Anna von Papstein († 8. März 1666) aus dem Haus Tankow. Nach ihrem frühen Tod heiratete er am 3. Dezember 1667 Hedwig Tugendreich von Oppen († 1672) aus dem Haus Fredersdorf.
Am 3. Mai 1677 mit Beate Luise von Derfflinger (1647–1715), einer Tochter von Georg von Derfflinger, verheiratet. Das Paar hatte vier Söhne und zwei Töchter, darunter:
- Georg (* 28. Juni 1678; † 7. Oktober 1727) ⚭ Henriette Sybille von der Marwitz (* 18. Oktober 1698; † 16. Juni 1738)
- Baltasar Friedrich († jung)
- Christian Ludwig († jung)
- Heinrich Karl (1680–1744) ⚭ Albertine Eleonore von Wittenhorst (1693–1721)
- Charlotte Sophie (* 11. November 1687; † 5. März 1751)

⚭I 1716 Generalleutnant Alexander Magnus von der Marwitz (1668–1726), nachmaliger preußischer Generalmajor
⚭II 1730 Karl Kasimir von Wittenhorst-Sonsfeld († 15. November 1768)